# Cicerinina eucentrota
Cicerinina eucentrota är en plattmaskart som beskrevs av Ax 1959. Cicerinina eucentrota ingår i släktet Cicerinina och familjen Cicerinidae. Inga underarter finns listade i Catalogue of Life.